# Bernd Lucke

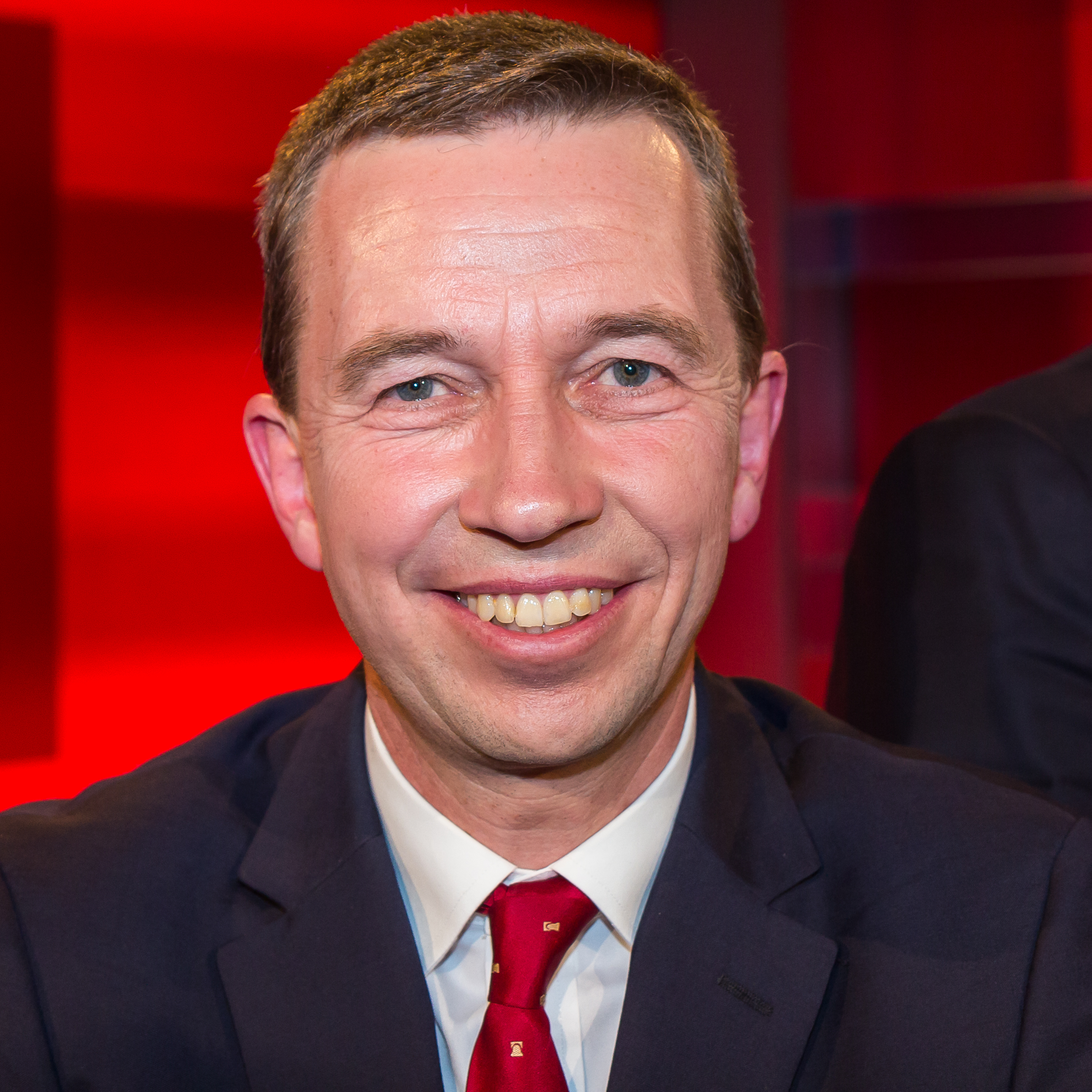
Bernd Lucke (2017)

Bernd Lucke (* 19. August 1962 in West-Berlin) ist ein deutscher Ökonom und Politiker (Wir Bürger, zuvor CDU, AfD). Er ist Professor für Makroökonomie an der Universität Hamburg.
Im Februar 2013 war Lucke maßgeblicher Mitbegründer und zugleich Bundessprecher der Alternative für Deutschland (AfD), für die er im Mai 2014 als Spitzenkandidat in das Europäische Parlament einzog. Nach seiner Abwahl als Bundessprecher im Juli 2015 trat er aus der AfD aus und gründete die Partei Allianz für Fortschritt und Aufbruch (ALFA) mit, die sich zunächst in Liberal-Konservative Reformer (LKR) und schließlich in Wir Bürger umbenannte und deren Bundesvorsitzender er bis Juni 2016 sowie von November 2018 bis September 2019 war. Im Mai 2019 scheiterte Lucke als Spitzenkandidat der Partei für das Europäische Parlament und schied damit als Abgeordneter aus.

## Leben
Lucke wurde 1962 als Sohn eines Bauingenieurs und einer Schulrektorin in West-Berlin geboren. 1969 zog die Familie nach Neuss und später nach Haan in Nordrhein-Westfalen. Nach dem Abitur 1981 am Städtischen Gymnasium Haan leistete er als Querflötist seinen Wehrdienst beim Stabsmusikkorps der Bundeswehr in Siegburg ab.
Im Anschluss studierte Lucke 1982 bis 1984 als Stipendiat der Studienstiftung des deutschen Volkes Volkswirtschaftslehre, Philosophie und Neuere Geschichte an der Rheinischen Friedrich-Wilhelms-Universität Bonn. Nach einem einjährigen DAAD-Stipendium im Graduiertenprogramm des Departments für Wirtschaftswissenschaften der Universität von Kalifornien in Berkeley kehrte er 1985 nach Bonn zurück und schloss sein Studium 1987 als Diplom-Volkswirt ab. Er war anschließend bis 1988 Wissenschaftlicher Mitarbeiter am Institut für Agrarpolitik, Marktforschung und Wirtschaftssoziologie der Landwirtschaftlichen Fakultät der Universität Bonn. Parallel begann er ein Studium der Mathematik an der Fernuniversität in Hagen.
1988 bis 1990 war Lucke Stipendiat der Volkswagenstiftung am Graduiertenkolleg Angewandte Mikroökonomik des Forschungsbereichs Wirtschaftswissenschaft der Freien Universität Berlin und anschließend 1990 Wissenschaftlicher Referent beim Sachverständigenrat zur Einführung der Sozialen Marktwirtschaft in der DDR. 1991 wurde er bei Jürgen Wolters am Fachbereich Wirtschaftswissenschaft der Freien Universität Berlin mit der Dissertation Price Stabilization on World Agricultural Markets: An Application to the World Market for Sugar mit der Note „summa cum laude“ zum Dr. rer. pol. promoviert. 1991 bis 1992 war er Leitungsreferent beim Senator für Finanzen des Landes Berlin Elmar Pieroth (CDU).
1992 bis 1998 war Lucke als Wissenschaftlicher Assistent am Institut für Statistik und Ökonometrie des Fachbereichs Wirtschaftswissenschaft der Freien Universität Berlin tätig. 1997 erfolgte mit der Arbeit Beiträge zur Theorie und Empirie realer Konjunkturzyklen, die ebenfalls von Wolters betreut wurde, die Habilitation (Venia legendi) in Volkswirtschaftslehre und Ökonometrie. Zwischen 1995 und 1996 war er im Erziehungsurlaub. Lucke leitete 1997 bis 2000 das von der DFG geförderte Forschungsprojekt Ein konsistentes makroökonometrisches Gleichgewichtsmodell. Im Sommersemester 1998 hatte er eine Gastprofessur an der Humboldt-Universität zu Berlin als Vertretung des Fachs Wirtschaftspolitik inne. Seit 1998 ist er als Nachfolger Uwe Westphals Professor für Volkswirtschaftslehre an der Universität Hamburg und Geschäftsführender Direktor des Instituts für Wachstum und Konjunktur an der dortigen Fakultät für Wirtschafts- und Sozialwissenschaften. Aufgrund seiner politischen Verpflichtungen als Abgeordneter des Europäischen Parlaments war er ab 2014 beurlaubt und nahm seine Professur zum Wintersemester 2019/2020 wieder auf.
2000 und 2001 war Lucke Leiter des durch das FEMISE geförderten Forschungsprojekts Fiscal Impact of Trade Liberalisation – The Case of Jordan and Syria. Nach einem erneuten einjährigen Erziehungsurlaub leitete er zwischen 2002 und 2007 das DFG geförderte Forschungsprojekt Wachstum und Wirtschaftsintegration im Nahen Osten. 2003 bis 2005 war er Vertrauensdozent der Studienstiftung des deutschen Volkes. Im selben Jahr lehnte er einen Ruf an die Technische Universität Berlin ab. 2003 bis 2004 war er Leiter des FEMISE-geförderten Forschungsprojekts Regional Integration and Resource Use in the Middle East: Oil, Water, and the Need for Peace. 2004 war er in der Funktion eines World Bank Consultant (Trade Liberalization in Syria) und 2006 bis 2007 Leiter des FEMISE-geförderten Forschungsprojekts Assessing the Macroeconomic Effects of the Barcelona Initiative's Liberalization Process. Lucke bekleidete Gastprofessuren an der Universität von British Columbia in Vancouver in Kanada (2007/08), der Indiana-Universität in Bloomington in den USA (2011/12) und bei der Organisation für wirtschaftliche Zusammenarbeit und Entwicklung (OECD) in Paris (2012/13). Er veröffentlichte Aufsätze in wissenschaftlichen Fachzeitschriften wie European Economic Review, NBER Macroeconomics Annual und Economics Letters.
Lucke ist verheiratet und hat mit seiner Frau fünf Kinder. Die Familie lebt in Winsen (Luhe) bei Hamburg und hat einen Zweitwohnsitz in Neubrandenburg (Mecklenburg-Vorpommern), wo seine Frau arbeitet. Lucke ist Mitglied der Evangelisch-reformierten Kirche in Hamburg. Er wandte sich in einer Publikation gegen das „Bekenntnis des Glaubens im Angesicht von wirtschaftlicher Ungerechtigkeit und ökologischer Zerstörung“, das der Reformierte Weltbund 2004 auf seiner Generalversammlung in Accra (Ghana) verabschiedete. Er behauptete darin, dass die Liberalisierung der Wirtschaftsordnung in Staaten wie Japan, Südkorea, Australien, China und Indien zu hohem Wohlstand geführt habe, sogar in Japan, wo diese nur unfreiwillig und unter militärischem Druck der USA begonnen habe. In seiner Kirchengemeinde leitete er jahrelang den Kindergottesdienst. Lucke besitzt nach eigenen Aussagen kein Auto und keinen Fernseher.

## Wirtschaftswissenschaftliches Werk
Lucke veröffentlichte 1994/95 ein Diskussionspapier, das bis dahin die einzige wirtschaftswissenschaftliche Analyse zur Privatisierungspolitik der Treuhandanstalt war. Seine Untersuchungen ergaben, dass durch bestimmte Kaufpreisabschläge das Investitionsvolumen steigen konnte und die Arbeitsplatzzusagen höher ausfielen. Wenngleich ein Wirtschaftswachstum verzeichnet wurde, seien die Maßnahmen für den Staat aus haushaltspolitischer Sicht zu teuer gewesen.
Der Finanzwissenschaftler Burkhard Heer, Lehrstuhlinhaber an der Universität Augsburg, verfasste 1999 einen Kommentar zu Luckes Konjunktur-Forschung (Modelle der Theorie realer Konjunkturzyklen mit endogenem Wachstum). Darin stellt er dessen „innovative Ergebnisse“ heraus: „1. Konjunkturmodelle mit endogenem Wachstum generieren per se keine Persistenz in der Wachstumsrate des Outputs“ und „2. Eine hinreichende Bedingung um Outputpersistenz in RBC-Modellen zu generieren, ist die Annahme, dass der exogene Schock die endogene Zukunftsvariable drifft“.
Der Social Sciences Citation Index (SSCI) führt ihn laut Die Welt 2014 mit zwanzig Artikeln. Lucke wurde im Ökonomen-Ranking „Top-250 Forscher Lebenswerk“ der KOF Konjunkturforschungsstelle nach Maßgabe des Handelsblatts auf dem 176. (2010) bzw. dem 148. Platz (2011) gelistet. 2013 erreichte er Platz 240 in der Rangliste der 317 „Top-Forscher“ unter den VWL-Professoren aus dem deutschsprachigen Raum. Diese Rankings basieren auf wissenschaftlichen Veröffentlichungen der Ökonomen in Fachzeitschriften und deren Rezeption seit Karrierebeginn.
Lucke gilt laut Politikwissenschaftler Oskar Niedermayer als neoliberal ausgerichteter Wirtschaftswissenschaftler. Rüdiger Bachmann meinte 2014 „Seine Forschung ist zeitgemäß, allerdings nicht sehr bedeutsam oder herausragend – große Bretter hat er nicht gebohrt: Bis auf einen Artikel halten sich seine Zitationszahlen in Grenzen. Lucke ist mehr ein Rezipient von ökonomischer Forschung als ein Produzent.“ Harald Uhlig ergänzte im gleichen Artikel, dass „man […] heutzutage wohl etwas mehr erwarten [würde], um eine Professur an einer guten Universität zu bekommen, aber die Zeiten waren damals anders“. Luckes Berufung sei darauf zurückzuführen, dass dieser „einer der wenigen in Deutschland [war], die sich um moderne, stochastisch-dynamische Gleichgewichtstheorie in der Makroökonomie kümmerte und zudem etwas von Zeitreihenökonometrie verstand“.

## Politisches Wirken

### Hamburger Appell
Lucke war mit Michael Funke und Thomas Straubhaar einer der drei Hauptinitiatoren des kurz vor der Bundestagswahl 2005 von 243 Wirtschaftswissenschaftlern unterzeichneten Hamburger Appells für wirtschaftliche Reformen in Deutschland. Darin wurde die Senkung der Arbeitskosten als Schlüssel zur Überwindung der deutschen Wachstumsschwäche bezeichnet und ein Wechsel der Sozialpolitik von Lohnersatzleistungen zu Lohnzuschüssen gefordert. Finanzpolitische Eingriffe zur Erhöhung der Nachfrage wurden als Störung der Struktur der Gesamtnachfrage abgelehnt. Kritisiert wurde der Aufruf von eher gewerkschaftsnahen Ökonomen wie Gustav Horn.

### Plenum der Ökonomen
Lucke veröffentlichte im Oktober 2010 unter dem Eindruck der weltweiten Finanzkrise ab 2007 einen „Gründungsaufruf an alle deutschen Hochschullehrer für Volkswirtschaftslehre“. Darin rief er auf zur 

„Gründung eines Plenums der Ökonomen als einer elektronischen Vollversammlung aller Hochschullehrer für Volkswirtschaftslehre, die an einer deutschen Universität oder als deutsche Staatsbürger an einer ausländischen Universität lehren. Das Plenum der Ökonomen berät und äußert sich ausschließlich zu volkswirtschaftlichen Ausnahmesituationen von herausragender nationaler Bedeutung. Einziges Ziel des Plenums ist es, die Öffentlichkeit und die demokratisch legitimierten Institutionen der Bundesrepublik Deutschland rechtzeitig und fundiert über die Einschätzung der diesem Staat dienenden Wissenschaftler zu informieren.“

Insgesamt 328 VWL-Professoren unterzeichneten den Aufruf (Stand Juni 2011) und wurden damit Plenumsmitglied; Lucke ist seit dessen Gründung Geschäftsführer des Plenums der Ökonomen. Das Plenum sprach sich im Februar 2012 mit sehr großer Mehrheit gegen eine Verlängerung des Euro-Rettungsschirms aus. Aufgrund von Luckes politischen Aktivitäten für die AfD sagten sich 2014 einige Ökonomen wie Hans-Werner Sinn und Justus Haucap von der Initiative los.
Die Netzseite des Plenums ist inaktiv, der letzte Eintrag stammt aus dem September 2013.
Lucke war einer von 172 Wirtschaftsprofessoren, die im Juli 2012 den Offenen Brief der Ökonomen zur Eurokrise unterzeichneten. Er war außerdem einer von 136 deutschen Wirtschaftsprofessoren, darunter Roland Vaubel, Hans-Werner Sinn, Jürgen B. Donges, Manfred J. M. Neumann und Georg Milbradt, die kurz vor den Bundestagswahlen im September 2013 in einem Aufruf der Europäischen Zentralbank (EZB) rechtswidrige monetäre Staatsfinanzierung vorwarfen.

### CDU-Mitgliedschaft und Engagement für die Freien Wähler
Lucke trat mit 14 Jahren der Jungen Union bei, weil die Entspannungspolitik Willy Brandts seiner Meinung zufolge die Lebensumstände seiner Verwandten in der DDR nicht merklich verbesserte. Lucke blieb 33 Jahre Mitglied der CDU, bevor er diese im Dezember 2011 verließ, weil er deren Eurorettungspolitik für verfehlt hielt.
Mehrfach hat er in dieser Zeit ausführliche Stellungnahmen zur Schuldenkrise in der Tagespresse veröffentlicht. Ferner wurde er im Februar 2012, gemeinsam mit Johannes Hüdepohl, Sprecher der überparteilichen Sammelbewegung Bündnis Bürgerwille, die nicht nur Wissenschaftler, sondern auch einfache Bürger in die Eurorettungskritik einbindet. Er kandidierte daraufhin bei der Landtagswahl in Niedersachsen 2013 auf dem Listenplatz 3 der Freien Wähler. Nach inhaltlichen Differenzen und dem Ergebnis von 1,1 Prozent, das hinter den Erwartungen zurückblieb, kam es zum Zerwürfnis mit den Freien Wählern unter Hubert Aiwanger.

### Gründer, Sprecher und Spitzenkandidat der AfD

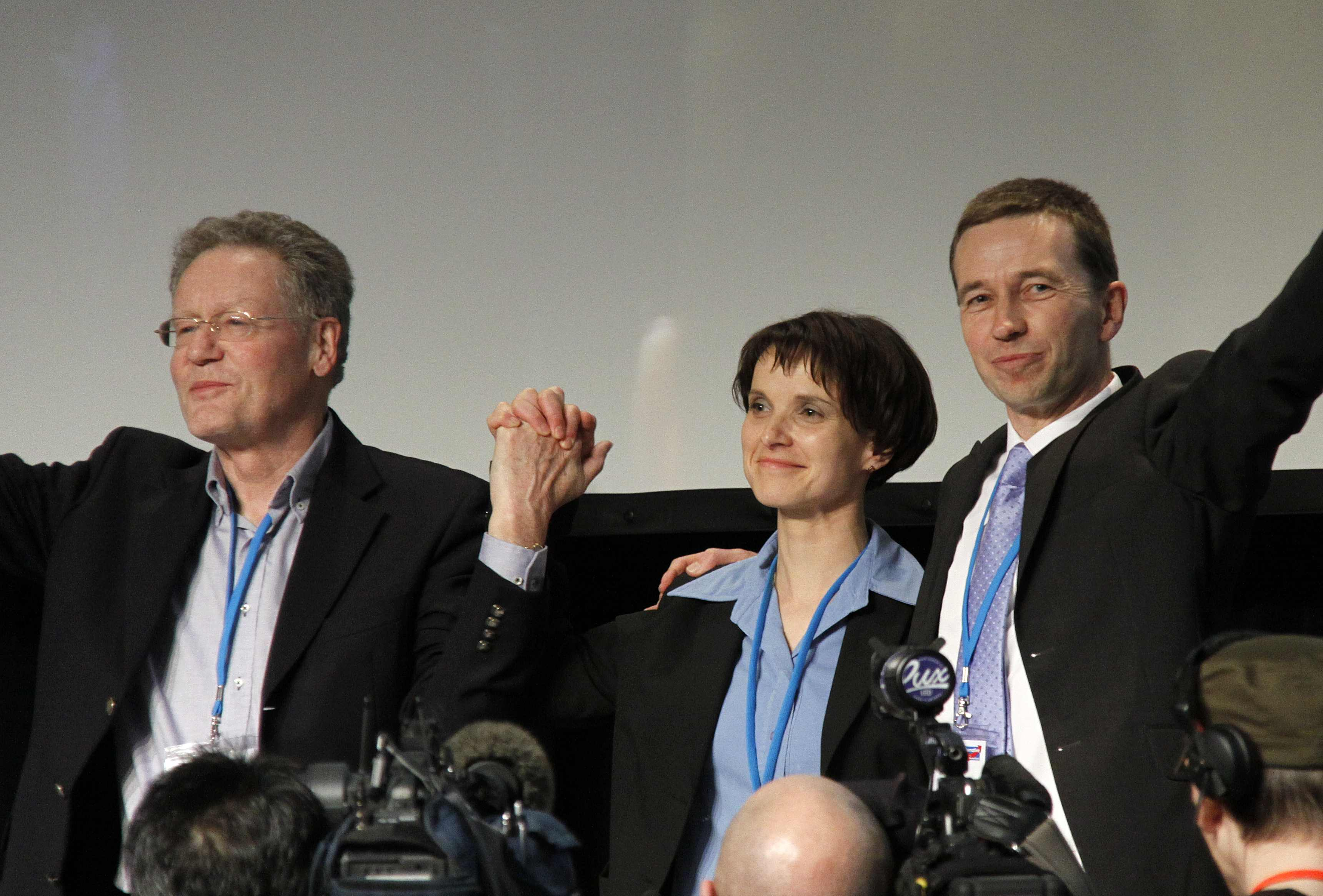
Konrad Adam, Frauke Petry und Bernd Lucke (v. l. n. r.) beim Gründungsparteitag der AfD 2013 in Berlin

Daraufhin forcierte er eine Parteineugründung und initiierte zusammen mit Alexander Gauland, Konrad Adam und Gerd Robanus die eurokritische Wahlalternative 2013. Am 14. April 2013 wurde auf dieser Basis in Berlin die neue politische Partei Alternative für Deutschland (AfD) mit Lucke als einem von drei gewählten Sprechern gegründet. Auf der Gründungsveranstaltung der AfD sagte Lucke, die Einführung des Euros sei ein „historischer Fehler gewesen“.

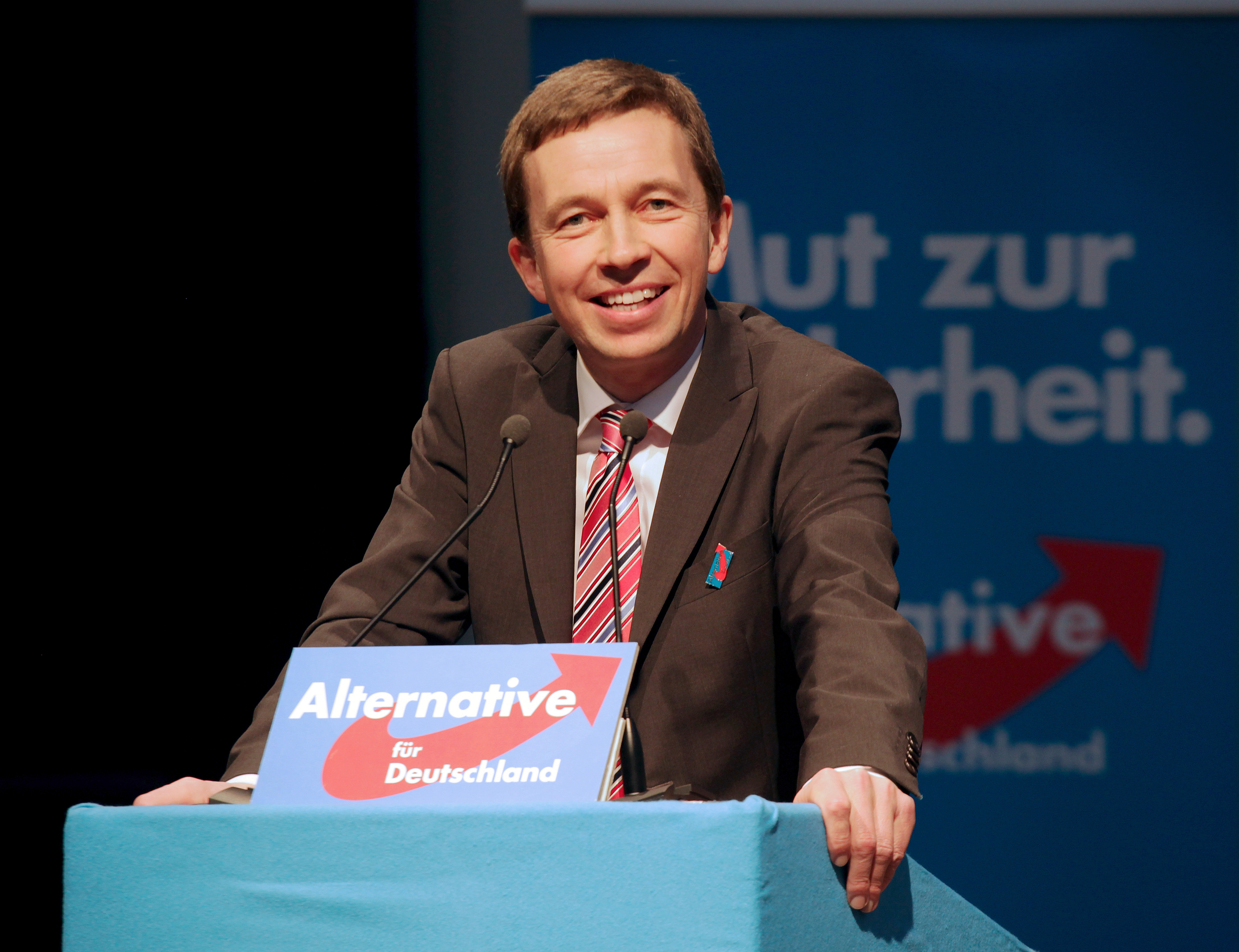
Bernd Lucke 2014 auf der AfD-Bundeswahlversammlung in Aschaffenburg

Zur Bundestagswahl 2013 kandidierte Lucke als Spitzenkandidat seiner Partei in Niedersachsen und als Direktkandidat im Wahlkreis Harburg. Er erhielt 5,7 % der abgegebenen Stimmen. Der Bundesparteitag der AfD in Aschaffenburg am 25. Januar 2014 wählte Lucke zum Spitzenkandidaten für die am 25. Mai 2014 anstehende Europawahl.

### Mitglied des Europäischen Parlaments
Von 2014 bis 2019 war Lucke Mitglied des Europäischen Parlaments für die Fraktion EKR. Dort gehörte der Wirtschaftsprofessor dem Ausschuss für Wirtschaft und Währung (ECON) an und war Stellvertreter im Entwicklungsausschuss (DEVE). Darüber hinaus war er stellvertretendes Mitglied der Delegation im Gemischten Parlamentarischen Ausschuss EU-Türkei. Seine Wahl zum stellvertretenden Vorsitzenden von ECON scheiterte.
Lucke wurde im Februar 2015 zum stellvertretenden Vorsitzenden des „Sonderausschusses zu Steuervorbescheiden und anderen Maßnahmen ähnlicher Art oder Wirkung“ (TAXE) des Europäischen Parlaments gewählt.

### Konflikte, Austritt und Gründung der ALFA-Partei

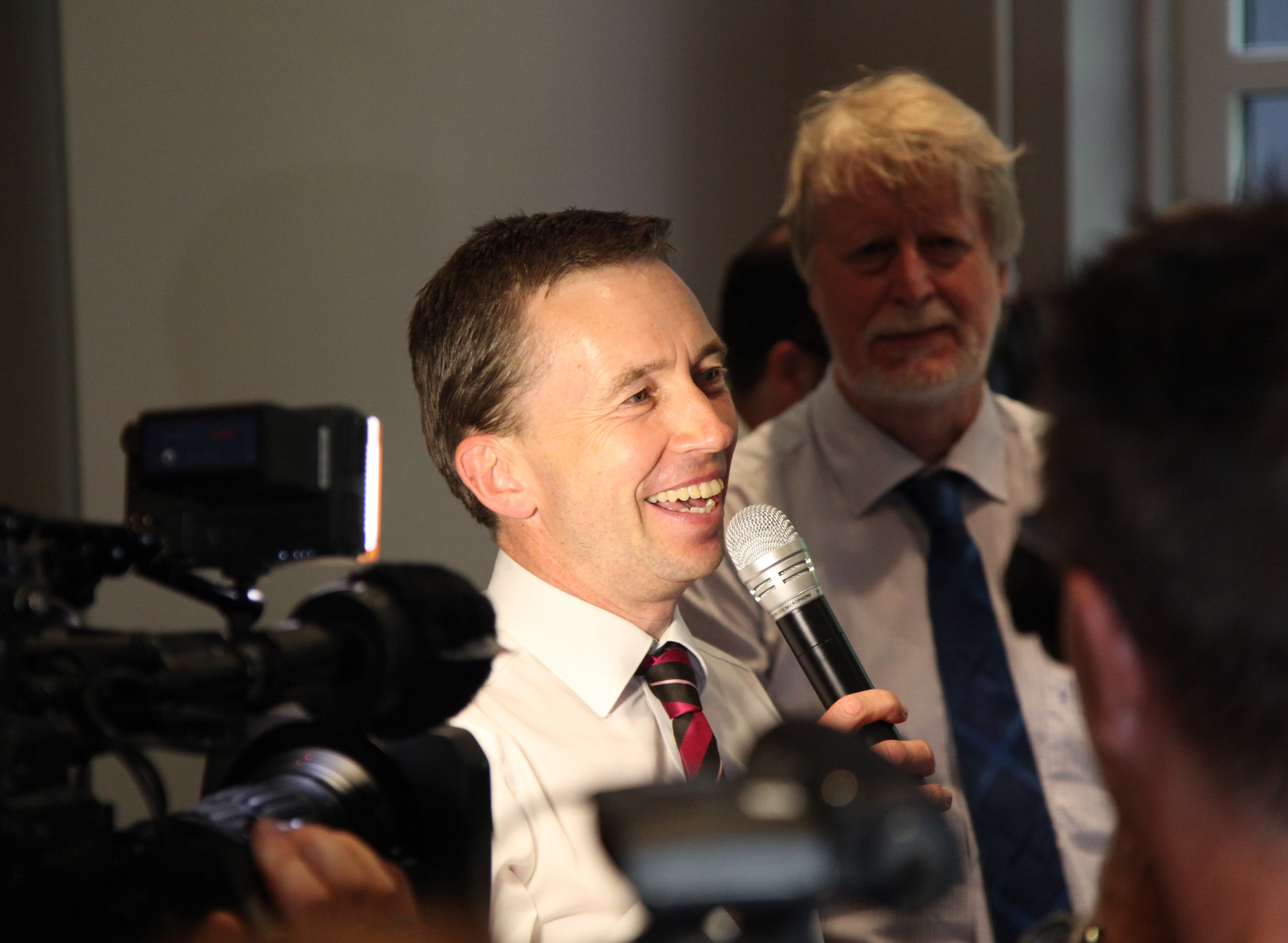
Bernd Lucke am 19. Juli 2015 auf der ALFA-Gründungspressekonferenz in Kassel

Im März 2015 initiierten die AfD-Landesvorsitzenden Björn Höcke (Thüringen) und André Poggenburg (Sachsen-Anhalt) die Erfurter Resolution, die sich gegen den politischen Kurs von Bernd Lucke wendete. Nach Angaben der Initiatoren unterschrieben über 1400 Parteimitglieder die Resolution. Lucke äußerte dazu: „Die Erfurter Resolution atmet den Geist einer grundsätzlichen Systemkritik bei gleichzeitiger Verengung der politischen Stoßrichtung auf wenige Themen, die mit Schlagworten wie Gender, Multikulti und ‚Gesellschaftsexperimente‘ beschrieben werden.“
Lucke war Hauptinitiator des Vereins Weckruf 2015, der gemäß dem von ihm verfassten Gründungsaufruf die AfD als eine Partei bewahren sollte, die sachlich und konstruktiv sowohl konservative als auch liberale und soziale Wertvorstellungen vertritt.
Nach dem Essener Parteitag Anfang Juli 2015, auf dem Frauke Petry vor Lucke zur neuen Vorsitzenden gewählt wurde, gab Lucke seinen Austritt aus der AfD bekannt. Er wolle nicht als bürgerliches Aushängeschild für politische Vorstellungen missbraucht werden, die er aus tiefer Überzeugung ablehne. Dazu gehörten islamfeindliche und ausländerfeindliche Ansichten sowie eine antiwestliche, prorussische Außenpolitik. Er bedauerte, zu spät erkannt zu haben, wie zunehmend Mitglieder in die Partei drängten, die die AfD zu einer Protest- und Wutbürgerpartei umgestalten wollten und die ‚Systemfrage‘ bezüglich der parlamentarischen Demokratie stellten. Kritische Kommentatoren erinnerten demgegenüber an seine Absicht, auch um Wähler am rechten Rand zu werben.
Im Juli 2015 wurde Bernd Lucke während einer Versammlung von Mitgliedern des Vereins Weckruf 2015 in Kassel zum Bundesvorsitzenden der dort neu gegründeten Partei Allianz für Fortschritt und Aufbruch (ALFA) gewählt. Dieses Amt hatte er bis zum Bundesparteitag in Demmin im Juni 2016 inne. Seine Nachfolgerin wurde Ulrike Trebesius. Auf demselben Parteitag wurde Lucke zum Spitzenkandidaten der Partei für die Bundestagswahl 2017 gewählt. Ein Jahr später entschied der Bundesparteitag jedoch, nicht an der Wahl teilzunehmen, da die mittlerweile in Liberal-Konservative Reformer umbenannte Partei stattdessen versuchen wolle, in der Öffentlichkeit bekannter zu werden und ihr Profil zu schärfen.

### Kritik an der AfD
Nachdem das Bundesamt für Verfassungsschutz die AfD im Januar 2019 als „Prüffall“ deklariert hatte, sprach sich auch Lucke für deren Beobachtung aus. In der Partei gebe es Personen und Organisationen, an deren Verfassungstreue man zweifeln könne. Die AfD sei zu einer „latent fremdenfeindliche[n], deutschnationale[n] Partei mit rechtsradikalen Einsprengseln“ geworden, sagte er der Zeit. Er verneinte die Frage, ob er die Partei so noch einmal gründen würde. Aus ihr sei eine Partei geworden, „die ich nicht gegründet hätte […] und die ich nicht wähle“.
Als Grund für den Rechtsruck der AfD nannte er aber auch eine gewisse Art der Berichterstattung in dominierenden Medien, welche von Anfang an versucht habe, die AfD als rechtsradikale Partei darzustellen: 

„Denn seit ihrer Gründung ist die AfD stets nach rechts geschrieben worden, insbesondere von den tonangebenden linksliberalen Zeitungen und den großen Talkshows.
Stets viel schlimmer, als die Partei es zum jeweiligen Zeitpunkt tatsächlich gewesen ist. Gerade am Anfang als die Partei klar bürgerlich-liberal dominiert war, wurde akribisch nach den wenigen, bei jeder Parteigründung unvermeidlichen Spinnern und Radikalen gesucht, um sie groß ins Rampenlicht zu stellen.
Solche skandalisierenden, objektiv unfairen Darstellungen haben damals genauso gewirkt wie heute: Durch Austritte schrumpfte der bürgerlich-liberale Teil der Partei, durch Eintritte wuchs der rechte – bis die ganze Partei kippte.“

### Klage gegen Ratifizierung des Corona-Hilfsfonds
Im Zuge der COVID-19-Pandemie reichte das Bündnis Bürgerwille, dem Lucke angehört, Anfang des Jahres 2021 Verfassungsbeschwerde gegen ein Ratifizierungsgesetz des Wiederaufbaufonds mit der Begründung ein, dass eine gemeinschaftliche Verschuldung nicht zulässig sei. Das Bundesverfassungsgericht untersagte damit einstweilig im Wege eines Hängebeschlusses die Ratifizierung des Zustimmungsgesetzes zum Wiederaufbaufonds.

## Kontroversen

### Auseinandersetzung mit Forsa und Allensbach
Lucke behauptete in einem Interview mit dem Handelsblatt Ende August 2013, Meinungsforschungsinstitute würden Umfragen zu Ungunsten der AfD manipulieren, indem sie den Spielraum der statistischen Analyse nutzten, um die Partei kleinzurechnen. Es gebe „eindeutige Hinweise von Mitarbeitern der Wahlforscher“, dass „in den Rohdaten von Allensbach und Forsa“ die AfD „deutlich über fünf Prozent“ liege. Das Umfrageinstitut Forsa erwirkte daraufhin vor dem Landgericht Köln eine einstweilige Verfügung gegen Lucke. Das Gericht untersagte Lucke unter Androhung von Ordnungsgeld, seine Behauptungen zu wiederholen. Der Geschäftsführer des Forsa-Instituts, Manfred Güllner, kündigte daraufhin an, Lucke künftig „Lügen-Lucke“ zu nennen. Eine dagegen gerichtete Unterlassungsklage Luckes beim Landgericht Hamburg blieb erfolglos, da Güllners Äußerung vom Gericht als zulässige Meinungsäußerung bewertet wurde.

### Wortwahl nach der Bundestagswahl 2013
Am Abend der Bundestagswahl 2013 resümierte Lucke, seine Partei habe die Demokratie „ertüchtigt“, nachdem man in den vergangenen vier Jahren „so viel an Entartungen von Demokratie und Parlamentarismus“ erlebt habe.
Die Wortwahl „Entartung“ wurde als historisch belastet und populistisch kritisiert. Lucke verteidigte seine Formulierung später in den Talkshows Anne Will, hart aber fair und maybrit illner sowie in der Sendung AfD – Eine Alternative? auf Phoenix. Er habe die Formulierung nicht in einem autoritären Bezug und nicht in Bezug auf die Biologie verwendet, sondern zum Ausdruck bringen wollen, dass die Demokratie ihren Charakter verliere und daher „entarte“, wenn die Regierung dem Parlament durch Zeitdruck die Möglichkeit verweigere, sich über wichtige Gesetze ein eigenes Urteil zu bilden. Die Worte „Entartung“ und „entartet“ seien auch von Wolfgang Schäuble, Helmut Schmidt und dem Generalsekretär der Piratenpartei benutzt worden, ohne dass diese von den Medien dafür kritisiert worden seien.

### Wortwahl im Wahlkampf für die Landtagswahlen 2014
Bei einem Wahlkampfauftritt in Frankfurt (Oder) soll Lucke laut Bild-Zeitung in Anspielung auf die hohe Kriminalitätsrate und die unzureichend ausgestattete Polizei in der Grenzregion zu Polen geäußert haben: „Da versteht man doch, wenn Leute sagen: Wir wollen mit der alten DDR nichts zu tun haben, aber die innere Sicherheit war damals besser in der DDR, als das in Westdeutschland der Fall war.“ SPD-Generalsekretärin Yasmin Fahimi warf Lucke „Geschichtsvergessenheit“ vor und behauptete, dass er sich die Stasi zurückwünsche. Die Deutsche Presseagentur urteilte nach einem Auftritt Luckes im sächsischen Wahlkampf: „Die AfD zeigt im ostdeutschen Wahlkampf Verständnis für die Ostalgie-Gefühle einiger Wähler.“ Für Lucke sei es nachvollziehbar, dass Menschen in Sachsen aufgrund der gestiegenen Kriminalität das Gefühl hätten, „dass früher auch nicht alles schlechter war“. Der stellvertretende AfD-Sprecher Alexander Gauland stellte sich hinter Lucke und erklärte, dass Lucke lediglich die Meinung ostdeutscher Wähler wiedergegeben habe.

### Rückkehr an die Universität Hamburg
Nachdem Lucke von 2014 bis 2019 von der Universität Hamburg offiziell für seine politischen Tätigkeiten beurlaubt war, kehrte er zum Wintersemester 2019/20 an seinen Lehrstuhl zurück und nahm seine Lehrtätigkeit wieder auf.
Der AStA kündigte Proteste an, da Lucke „in der Mitverantwortung der heutigen gesellschaftlichen Verwerfungen der Alternative für Deutschland“ und „tolerant für rechts außen“ sei. Auch seine aktuelle Partei Liberal-Konservative Reformer (LKR) sei kritikwürdig, nachdem der Landesverband Hamburg unter anderem für „Merkel muss weg“-Kundgebungen geworben habe. Zudem vertrete er ein Modell, das einen schlanken Staat, den weiteren Abbau der Sozialsysteme und freiere Märkte fordere. Lucke widersprach den Vorwürfen und kündigte ein Gespräch mit dem AStA an.
Seine ersten beiden Vorlesungen konnte Lucke wegen Störungen nicht halten. Er wurde wüst beschimpft, körperlich bedrängt und am Reden gehindert. Neben Studenten beteiligten sich auch Aktivisten aus dem antifaschistischen Spektrum. Der AStA erklärte, nicht zu den Störungen aufgerufen, sondern lediglich die Kundgebung davor organisiert zu haben. Lucke habe dann die angespannte Situation nochmal angeheizt, als er sich im Auditorium zwischen die Studenten gesetzt und diese als Schutz benutzt habe. Lucke warf dem AStA vor, „in grotesker Weise die Opfer zu Tätern“ zu machen, und lehnte aufgrund dessen ein Gespräch nur mit AStA-Vertretern ab. Auf einer für alle Studenten offenen AStA-Veranstaltung werde er jedoch gerne die Vorwürfe des AStA widerlegen und allen Teilnehmern Rede und Antwort stehen.
In einem Gastbeitrag für die Welt am Sonntag kritisierte Lucke, den Störern der Redefreiheit ginge es weder um Dialog noch um Argumentation, sondern um politische Herrschaft. Sie wollten bestimmen, was richtig und was falsch sei. Zudem gebe es einen Mechanismus, die Positionen politisch Andersdenkender zwecks Diskreditierung vergröbert und verzerrt wiederzugeben: „Wer den Euro kritisiert, ist ein Antieuropäer, wer das Kopftuch verbieten will, ist ein Islamfeind, wer Greta kritisiert, ein Klimaleugner.“
Bundespräsident Frank-Walter Steinmeier stellte sich hinter Lucke: „Andere zum Schweigen bringen zu wollen, nur weil sie das eigene Weltbild irritieren, ist nicht akzeptabel.“ Auch die in der Hamburgischen Bürgerschaft vertretenen Parteien mit Ausnahme der Linken verurteilten die Störungen. Nachdem Hamburgs Wissenschaftssenatorin Katharina Fegebank (Bündnis 90/Die Grünen Hamburg) das Geschehen zunächst zurückhaltend kommentiert und dafür wegen „mangelnder Haltung“ Kritik erfahren hatte, erklärte sie später, der Umgang mit Lucke im Hörsaal widerspreche den Regeln fairer politischer und demokratischer Auseinandersetzung, das Niederbrüllen von Lehrveranstaltungen gehe nicht.
Welt-Herausgeber Stefan Aust nannte die Aktionen gegen Lucke „typisch für den Tugendterror unserer Tage“. Mike Schlink, „Rathaus-Redakteur“ der Hamburger Morgenpost, schrieb, es habe „diktatorische Züge“, eine freie Rede zu verhindern, „wenn ihnen der Redner nicht passt“.
WeltN24 veröffentlichte nach den Vorfällen den Bericht eines Studenten, nach dem Linksextreme die Politik an der Universität Hamburg bestimmten und die Verwaltung ihnen den Raum dazu gebe. Linksextreme Schmierereien an den Wänden seien an der Tagesordnung und würden nicht entfernt. Die Vorfälle um Lucke seien symptomatisch für eine häufige Gleichsetzung von Konservatismus und Rechtsradikalismus, wie auch ein Angriff auf den Vize-Chef der Jungen Union Hamburg im Studentenparlament durch fünf Linksextreme. Viele Studenten verurteilten die Angriffe auf Lucke, würden aber von Linksextremisten niedergebrüllt.
Luckes dritte Vorlesung fand am 30. Oktober 2019 unter Polizeischutz statt. Nur Teilnehmer mit Voranmeldung wurden nach Überprüfung ihrer Personalien eingelassen. Die Vorlesung verlief daraufhin ohne Störungen. Das Angebot, eine Online-Vorlesung zu halten, hatte Lucke zuvor abgelehnt.

## Schriften (Auswahl)

### Monografien
- Price Stabilization on World Agricultural Markets: An Application to the World Market for Sugar (= Lecture Notes in Economics and Mathematical Systems, Band 393). Springer, Berlin 1992, ISBN 3-540-56099-8 (= zugleich Dissertation, FU Berlin, 1991).
- Theorie und Empirie realer Konjunkturzyklen. Mit 73 Tabellen (= Studies in contemporary economics). Physica-Verlag, Heidelberg 1998, ISBN 3-7908-1148-3 (= zugleich Habilitationsschrift, FU Berlin, 1997: Beiträge zur Theorie und Empirie realer Konjunkturzyklen).
- Fiscal Impact of Trade Liberalization: The Case of Syria. FEMISE Research Report for the European Commission, Marseille 2001 (PDF).
- Systemausfall. Europa, Deutschland und die AfD: Warum wir von Krise zu Krise taumeln und wie wir den Problemstau lösen, FinanzBuch Verlag, München 2019, ISBN 978-3-95972-256-8.

### Diskussionspapiere
- mit Paul Beaudry: Letting Different Views about Business Cycles Compete; erschienen als NBER Working Paper im Mai 2009 (PDF).
- mit Harald Hau, Ulrich Hege: Der riskante Griff nach dem Hebel; erschienen in der FAZ vom 23. Oktober 2011.
- mit Harald Hau: Die Alternative zum Rettungsschirm: Obligatorische Rekapitalisierung der Banken (PDF); erschienen in der FAZ vom 16. September 2011.
- mit Jacopo Zotti: Assessing the Macroeconomic Effects of the Barcelona Initiative. 2012 (PDF)
- mit Jacopo Zotti: Welfare-optimal trade and competition policies in small open oligopolistic economies; veröffentlicht am 22. November 2012; erschienen im Journal of International Trade & Economic Development [Vol. 23, Issue 3, 2014]